# Svanstein
Svanstein è una località (tätort in svedese) del comune di Övertorneå (contea di Norrbotten, Svezia).
Nel 2005 la popolazione era di 267 abitanti.